# Coppa delle Regioni UEFA 2025
La Coppa delle Regioni 2025 è stata la tredicesima edizione della Coppa delle Regioni UEFA. La rappresentativa campione in carica è la Galizia. Il sorteggio del torneo ha avuto luogo il 7 dicembre 2023. San Marino, Albania, Lettonia, Macedonia del Nord, Ungheria, Romania e Malta saranno rappresentate da proprie nazionali amatoriali anziché rappresentative regionali.

## Turno preliminare
Le sei rappresentative del turno preliminare sono state sorteggiate in due gironi da tre squadre. Le gare del Girone A si giocheranno in Albania, mentre quelle del Girone B in Georgia. Le gare del turno preliminare si giocheranno tra il 20 e il 26 maggio 2024 (Girone A) e tra il 28 giugno e il 4 luglio 2024 (Girone B). Le vincenti dei due gironi avanzeranno al turno intermedio.

### Girone A
| Squadra | G | V | P | S | GF | GS | DR | P |
| ------- | - | - | - | - | -- | -- | -- | - |
| Albania | 2 | 2 | 0 | 0 | 5  | 0  | +5 | 6 |
| Vayk    | 2 | 1 | 0 | 1 | 1  | 4  | -3 | 3 |
| Saue JK | 2 | 0 | 0 | 2 | 0  | 2  | -2 | 0 |

### Girone B
| Squadra    | G | V | P | S | GF | GS | DR | P |
| ---------- | - | - | - | - | -- | -- | -- | - |
| FS Bridge  | 2 | 2 | 0 | 0 | 10 | 1  | +9 | 6 |
| Gothenburg | 2 | 0 | 1 | 1 | 3  | 7  | -4 | 1 |
| Shimal     | 2 | 2 | 0 | 1 | 2  | 7  | -5 | 1 |

## Turno intermedio
Le due rappresentative vincitrici del turno preliminare, si aggiungeranno alle altre 29 rappresentative ammesse d'ufficio al turno intermedio. Le 31 squadre sono state sorteggiate in sette gironi da quattro e uno da tre, con le seguenti nazioni scelte per ospitare le gare dei rispettivi raggruppamenti:
Girone 1 –  Kazakistan
Girone 2 –  Finlandia
Girone 3 –  Serbia
Girone 4 –  Svizzera
Girone 5 –  Repubblica Ceca
Girone 6 –  San Marino
Girone 7 –   Bulgaria
Girone 8 –  Italia
Le gare del turno intermedio sono state giocate tra il 31 luglio 2024 e il 19 novembre 2024. I vincitori di ciascun gruppo si sono qualificati per il torneo finale.

### Girone 1
| Squadra                 | G | V | P | S | GF | GS | DR | P |
| ----------------------- | - | - | - | - | -- | -- | -- | - |
| Dolnośląski             | 1 | 1 | 0 | 0 | 3  | 1  | +2 | 3 |
| Akbet                   | 1 | 0 | 0 | 1 | 1  | 3  | -2 | 0 |
| Ironi Nesher (Ritirata) | 0 | 0 | 0 | 0 | 0  | 0  | 0  | 0 |

### Girone 2
| Squadra              | G | V | P | S | GF | GS | DR | P |
| -------------------- | - | - | - | - | -- | -- | -- | - |
| Länsi-Vantaan Ylpeys | 3 | 2 | 1 | 0 | 8  | 2  | +6 | 7 |
| Arthurian League     | 3 | 1 | 2 | 0 | 6  | 5  | +1 | 5 |
| Lisbona              | 3 | 1 | 1 | 1 | 6  | 5  | +1 | 4 |
| Lettonia             | 3 | 0 | 0 | 3 | 2  | 10 | -8 | 0 |

### Girone 3
| Squadra              | G | V | P | S | GF | GS | DR | P |
| -------------------- | - | - | - | - | -- | -- | -- | - |
| Vojvodina            | 3 | 3 | 0 | 0 | 7  | 2  | +5 | 9 |
| Western Slovakia     | 3 | 2 | 0 | 1 | 5  | 4  | +1 | 6 |
| Tim Rhanbarthol y De | 3 | 1 | 0 | 2 | 5  | 7  | -2 | 3 |
| Macedonia del Nord   | 3 | 0 | 0 | 3 | 2  | 6  | -4 | 0 |

### Girone 4
| Squadra           | G | V | P | S | GF | GS | DR | P |
| ----------------- | - | - | - | - | -- | -- | -- | - |
| Vaud              | 3 | 2 | 1 | 0 | 5  | 1  | +4 | 7 |
| Munster           | 3 | 1 | 2 | 0 | 3  | 2  | +1 | 5 |
| NI Western Region | 3 | 1 | 0 | 2 | 2  | 3  | -1 | 3 |
| Bridge            | 3 | 0 | 1 | 2 | 0  | 4  | -4 | 1 |

### Girone 5
| Squadra          | G | V | P | S | GF | GS | DR | P |
| ---------------- | - | - | - | - | -- | -- | -- | - |
| Hradec Králové   | 3 | 3 | 0 | 0 | 10 | 1  | +9 | 9 |
| Tuzla            | 3 | 2 | 0 | 1 | 5  | 3  | +2 | 6 |
| Albania          | 3 | 0 | 1 | 2 | 0  | 4  | -4 | 1 |
| Central Scotland | 3 | 0 | 1 | 2 | 1  | 8  | -7 | 1 |

### Girone 6
| Squadra    | G | V | P | S | GF | GS | DR | P |
| ---------- | - | - | - | - | -- | -- | -- | - |
| San Marino | 3 | 3 | 0 | 0 | 8  | 2  | +6 | 9 |
| Istanbul   | 3 | 1 | 1 | 1 | 3  | 4  | -1 | 4 |
| Ungheria   | 3 | 0 | 2 | 1 | 6  | 7  | -1 | 2 |
| Ljubljana  | 3 | 0 | 1 | 2 | 2  | 6  | -4 | 1 |

### Girone 7
| Squadra             | G | V | P | S | GF | GS | DR  | P |
| ------------------- | - | - | - | - | -- | -- | --- | - |
| Aragon              | 3 | 3 | 0 | 0 | 15 | 0  | +15 | 9 |
| South West Bulgaria | 3 | 2 | 0 | 1 | 10 | 3  | +7  | 6 |
| Ivatsevichi-Duss    | 3 | 1 | 0 | 2 | 4  | 11 | -7  | 3 |
| Anenii Noi          | 3 | 0 | 0 | 3 | 0  | 15 | -15 | 0 |

### Girone 8
| Squadra | G | V | P | S | GF | GS | DR | P |
| ------- | - | - | - | - | -- | -- | -- | - |
| Rijeka  | 3 | 3 | 0 | 0 | 12 | 3  | +9 | 9 |
| Liguria | 3 | 2 | 0 | 1 | 8  | 5  | +3 | 6 |
| Romania | 3 | 1 | 0 | 2 | 4  | 9  | -5 | 3 |
| Gozo    | 3 | 0 | 0 | 3 | 0  | 7  | -7 | 0 |

## Fase finale

### Fase a gironi
Sono stati formati due gironi da 4 squadre ciascuno. I vincitori dei due gironi, partecipano alla finale. Le squadre seconde classificate vincono la medaglia di bronzo

#### Gruppo A
| Squadra        | G | V | P | S | GF | GS | DR | P |
| -------------- | - | - | - | - | -- | -- | -- | - |
| Aragon         | 3 | 2 | 1 | 0 | 5  | 1  | 4  | 7 |
| Vojvodina      | 3 | 1 | 1 | 1 | 3  | 5  | -2 | 4 |
| Hradec Králové | 3 | 1 | 1 | 1 | 3  | 3  | 0  | 4 |
| San Marino     | 3 | 0 | 1 | 2 | 1  | 3  | -2 | 1 |

#### Gruppo B
| Squadra              | G | V | P | S | GF | GS | DR | P |
| -------------------- | - | - | - | - | -- | -- | -- | - |
| Dolnośląski          | 3 | 3 | 0 | 0 | 4  | 1  | 3  | 9 |
| Rijeka               | 3 | 1 | 1 | 1 | 4  | 4  | 0  | 4 |
| Vaud                 | 3 | 1 | 0 | 2 | 5  | 6  | -1 | 3 |
| Länsi-Vantaan Ylpeys | 3 | 0 | 1 | 2 | 4  | 6  | -2 | 1 |

#### Finale
| Arbitro: | Robertas Valikonis |

|               |           |  |
| Torcal 120+1’ | Marcatori |  |